# Emeric Jenei
Emeric Jenei (numele de botez scris uneori Emerich, în maghiară Jenei Imre; n. 22 martie 1937, Agrișu Mic, România) este un fost jucător și antrenor de fotbal român de etnie maghiară din România.
Între 1957-1969 a jucat la Steaua Bucuresti, echipă pentru care a marcat 7 goluri.
În anul 1986 a câștigat Cupa Campionilor Europeni ca antrenor al echipei Steaua Bucuresti al cărui lot era format la acea vreme din Helmuth Duckadam, Ștefan Iovan, Miodrag Belodedici, Anton Weissenbacher, Dumitru Stângaciu, Ilie Bărbulescu, Adrian Bumbescu, Tudorel Stoica, Ladislau Bölöni, Mihail Majearu, Marius Lăcătuș, Constantin Pistol, Gavrilă Balint, Victor Pițurcă, Marin Radu II și Lucian Bălan. Pentru această performanță a fost decorat în martie 2008 cu Ordinul „Meritul Sportiv” Clasa a II-a cu baretă.
Între 1986-1990 a fost antrenorul echipei naționale de fotbal a României.
La data de 8 mai 1998 colonelul în retragere Emeric Jenei din Ministerul Apărării Naționale a fost înaintat la gradul de general de brigadă (cu o stea).
Emeric Jenei a trăit la Oradea, alături de soția sa, Ileana Gyulai-Drîmbă (1946 - 2021), scrimeră medaliată. 

## Palmares

### Jucător
Steaua Bucuresti
- Liga I (3): 1959–60, 1960–61 1967–68
- Cupa României (4): 1961–62, 1965–66, 1966–67, 1968–69

România U19
- Turneul UEFA pentru juniori (1): 1956

Echipa olimpică a României
- Jocuri Olimpice Japonia Locul cinci (1): 1964

### Antrenor
Steaua Bucuresti
- Liga I (6): 1975-76, 1977-78, 1984-85 , 1985–86, 1986–87, 1993–94
- Cupa României (4): 1961-62, 1975-76, 1984-85, 1998–99
- Cupa Europei/Liga Campionilor UEFA (1): 1985–86

România
- Campionatul European de Fotbal
  - Sfert de finală (1): 2000

### Interviuri
- Emeric Jenei: ”Cu ungurii vorbeam ungurește, cu românii românește… Cu toții eram fotbaliști” Arhivat în 29 iulie 2014, la Wayback Machine., Alexandru Vărzaru, 24 octombrie 2012, kmkz.ro
- INTERVIU Emeric Ienei: „Tata a fost luat prizonier de ruși și eliberat de englezi”, 4 ianuarie 2014, Laurențiu Ungureanu, Adevărul
- Ienei: „Oradea este mai aproape de civilizație”, 11 iunie 2010, Adi Dobre, Evenimentul zilei